# Tekkō

Un estribo o tekkō en forma de "D".

El tekkō (鉄 en japonés), que se originó en Okinawa, Japón, entra en la categoría de "arma de puño". Por definición, un arma de puño aumenta la masa de la mano de modo que, dada la proporcionalidad física entre el momento del puño y su masa, aumenta la fuerza que el portador puede entregar. Algunas armas de puño también pueden servir, de la misma manera, como el protector de una espada, para proteger la estructura de la mano del portador.

## Historia
El tekkō evolucionó después de cinco etapas de desarrollo. La primera, llamada yawara, consistía en nada más que un palo o vara, que se sostenía en el interior de la mano. El chize kun bō, un palo con una cuerda, que el usuario podía sujetar a la mano para controlarlo, quedó en segundo lugar. En tercer lugar, el tekō se parecía al chize kun bō pero, en lugar de una cuerda, tenía una extensión de madera afilada del palo, que se ajustaba entre el primer o el segundo dedo. Una herramienta de Okinawa para ayudar a los pescadores a entrelazar, o transportar sus redes sin cortar su mano sobre el coral, o una horquilla larga usada por los bushi okinawenses llamada kanzashi, posiblemente sirvió como la inspiración para este diseño. El tekō apareció en forma de madera dura, y como metal moldeado suave para aumentar más la masa de la mano.
La cuarta etapa, o tek chu, permitió una mayor función sobre sus predecesores en que se "extendió más allá del puño cerrado", "un avance distinto en la evolución del armamento cargado con puños". El diseño consistía en una vara de madera tallada con una extensión de madera con un agujero para los dedos, o en una varilla de metal con un anillo de dedo de metal. El portador sostenía la vara en la mano, con el anillo alrededor de un dedo. El tek chu a menudo incluía un punto tallado o una punta de metal que sobresalía del anillo.
El uso del verdadero tekkō per se comenzó con la "herradura tekkō". Debido a que las armas fueron prohibidas en Okinawa, los okinawenses trataron de poner en prácticas marciales otros implementos agrícolas. "El uso de la herradura parece haberse originado cuando los bushi en Okinawa usaron las herraduras de sus caballos como armas improvisadas para defenderse del ataque sorpresa. Simplemente pusieron una herradura en la mano para golpear. Sostenido como una "U" con la mano en el medio, los dos extremos se extendieron hacia afuera.
Los practicantes también ataron dos herraduras juntas directamente enfrentadas y superpuestas entre sí. Este diseño proporcionó una mayor masa de mano y una guardia defensiva, pero dio como resultado armas más grandes, no se ocultaron fácilmente y fueron más difíciles de aprender. El tekkō de herradura mejorado presentaba las dos herraduras soldadas juntas. Sin embargo, la popularidad de la herradura tekkō se desvaneció, ya que la atención se dirigió al estribo de caballo más pequeño y más fácil de ocultar.
La versión del estribo de caballo (abumi) consiste en un semicírculo, con dos extremos conectados por una barra. Algunos piensan en esto como únicamente un arma cargada con el puño: principalmente una forma de nudillos (manoplas). Sin embargo, el estribo del linaje de Okinawa no tiene separadores para separar los dedos. Además, el estribo tekkō tradicional consiste en metal ligero y madera, mientras que los fabricantes modernos de la versión del nudillero tienden a centrarse en metales pesados como el latón, aunque existen los modelos modernos hechos de materiales tan diversos como aluminio, madera, acero, hierro, e incluso plástico.

## Construcción
Los artesanos elaboraron el estribo tradicional sobre el cual el diseño moderno evolucionó a partir de madera o metal y a menudo se hizo de una pieza de barra plana, doblada en forma de herradura y unida por un cerrojo, para formar una forma de "D". Para la aplicación de armas, los posibles combatientes a veces mejoraron el diseño mediante la incorporación de pernos adicionales en la forma de herradura, para infligir una mayor lesión. Otros estilos de tekkō exhiben protuberancias agudas en cada extremo y tres espigas representativas de la posición de los nudillos.
Como la encarnación más reciente, la versión de estribo sigue siendo el favorito de un predominio de los practicantes del kobudō. La controversia rodea el estribo tekkō. Porque muchos practicantes del kobudō los comparan con las "manoplas", cuya posesión la jurisdicción de muchos Estados las prohíben como armas ocultas. Poseer, y llevar estas manoplas, a menudo tienen ramificaciones legales.
Sin embargo, las "manoplas" tienen separadores de dedos; el estribo tekkō no. Aunque muchos practicantes del kobudō afirman que las manoplas evolucionaron del tekkō, las manoplas se asemejan más al mango del "cuchillo de trinchera" occidental. No siempre se puede distinguir entre la apariencia del tekkō y la de los cuchillos. Los occidentales entraron en contacto con el arte marcial de Okinawa en la década de 1940. El cuchillo de trinchera, y las manoplas occidentales, datan de la Primera Guerra Mundial.
Otra controversia rodea el deseo de algunos practicantes del kobudō para revivir la herradura tekkō. Las diferentes escuelas abogan por el estribo o la herradura. Aunque los defensores del estribo tekkō enfatizan el consenso, los practicantes de tekkō en herradura no se preocupan tanto por la evolución progresiva de las armas como por la preservación de los jutsus culturales originales de Okinawa o las "formas artísticas".
Los defensores de la versión en herradura argumentan que el diseño se adapta mejor a las funciones que se transmiten en el kata tradicional para el arma. Las características específicas del estribo tekkō, que no se encuentran en la versión de estribo, permiten la aparición de nuevas e interesantes aplicaciones. En forma y función, en el estribo tekkō se parece más a un cuchillo especializado como un "cuchillo doble", un "cuchillo de luna" en miniatura o un "cuchillo de pato". A diferencia de las "manoplas" que se basan principalmente en "aporrear", el tekkō de estribo se enfatiza "blindar" (bloquear) y "enganchar" (capturar) el ataque de armas entrantes, así como "apuñalar" a un oponente o "enganchar" anatómicamente puntos vitales .

## Profesionales actuales
Los practicantes actuales del tekkō kata incluyen a aquellos en el linaje del maestro Taira Shinken también llamado Ryūkyū Kobudō, que presenta al kata maezato no tekkō. Otros kata tekkō incluyen al maezato no tekkō (ryū kon kai), akamine, takemyoshi, miyazato, kakazu, kaneigawa y matayoshi (odo). Los kata incluyen el uso intensivo de movimientos de corte y apuñalamiento. El tekkō del kobudō de Okinawa (armas kata) se puede utilizar para agarrar, apretar y empalar varias partes de la anatomía en cuartos cerrados.
El uso de tekkō sigue siendo un arma ecléctica utilizada por artistas marciales selectos para practicar la disciplina y expresar una antigua forma de arte. Los expertos actuales en el área generalmente no enseñarán la disciplina a menos que el estudiante prospecto ya haya mostrado la conducta apropiada en el transcurso de muchos años para el entrenamiento en otras áreas de artes marciales.